# Mordellistena attenuata
Mordellistena attenuata is een keversoort uit de familie spartelkevers (Mordellidae). De wetenschappelijke naam van de soort is voor het eerst geldig gepubliceerd in 1826 door Say.